# 17737 Sigmundjähn
17737 Sigmundjähn è un asteroide della fascia principale. Scoperto nel 1998, presenta un'orbita caratterizzata da un semiasse maggiore pari a 2,4329364 UA e da un'eccentricità di 0,1442091, inclinata di 6,48551° rispetto all'eclittica.